# 長谷川安人
長谷川 安人（はせがわ やすと、1922年1月17日 - 2001年1月5日）は、日本の映画監督。

## 経歴
広島県庄原市出身。1940年京城高等工業学校中退後、新興キネマ大泉撮影所に助監督として入社。1941年満州映画協会に移籍、翌1942年北京・華北電影公司と渡り歩く。同年から応召入隊。
戦後復員し1948年、東横映画京都撮影所に助監督として入社。マキノ雅広、佐々木康、加藤泰らに付く。1963年『柳生武芸帳　片目水月の剣』を初監督。その後『十七人の忍者』『集団奉行所破り』など計六本の劇場用で集団殺陣を活写、とりわけ『十七人の忍者』は「集団抗争時代劇」のはしりとしてカルトムービー化している。
1965年からテレビに活躍の場を移し『銭形平次』シリーズ230本他、 『大江戸捜査網』『必殺仕事人』『徳川の女たち』などのテレビドラマやCM作品を手掛けた。

## 監督作品

### 劇場公開映画
- 柳生武芸帳　片目水月の剣（1963年）
- 十七人の忍者（1963年）
- 右京之介巡察記（1963年）
- 紫右京之介　逆一文字斬り（1964年）
- 集団奉行所破り（1963年）
- 忍法忠臣蔵（1965年）

### テレビドラマ
- 銭形平次（フジテレビ）
- 大江戸捜査網（テレビ東京）
- 必殺仕事人（朝日放送）
- 素浪人 月影兵庫（テレビ朝日）
- 素浪人 花山大吉（テレビ朝日）
- 緋剣流れ星お蘭（テレビ朝日）
- 徳川の女たち（フジテレビ）